# Гиннесс, Бенджамин
Сэр Бенджамин Ли Гиннесс, 1-й баронет (англ. Sir Benjamin Lee Guinness, 1st Baronet; 1 ноября 1798 — 19 мая 1868) — британский ирландский пивовар, политик и филантроп.

## Биография

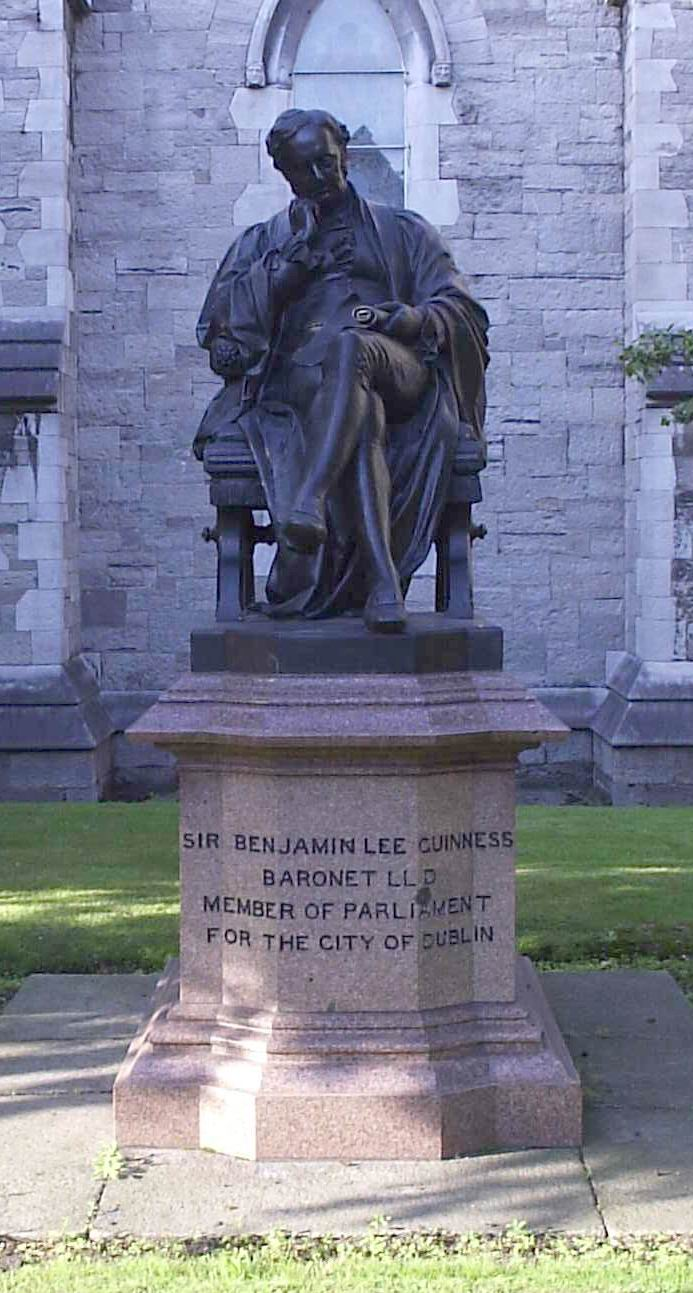
Статуя Бенджамина Гиннесса на территории собора Святого Патрика в Дублине

Родился 1 ноября 1798 года в Дублине. Третий сын Артура Гиннесса II (1768—1855) и его жены Энн Ли (1774—1812). Внук Артура Гиннесса I (1725—1803), купившего пивоварню St. James’s Gate Brewery в 1759 году. После того, как в 1855 году, когда умер его отец, Бенджамин Гиннесс стал самым богатым человеком в Ирландии. Он наладил масштабную экспортную торговлю и постоянно расширял свою пивоварню. Гиннесс активно инвестировал в строительство ирландских железных дорог, первоначально — чтобы упростить логистику торговли пивом.  К 1867 году его компания владела акциями ирландских железных дорог на сумму 86 000 фунтов стерлингов.
В 1851 году Гиннесс был избран лорд-мэром Дублина.
В 1863 году Гиннессу была присвоена степень почётного доктора Тринити-колледжа в Дублине (несмотря на то, что он никогда не оканчивал университет), а 15 апреля 1867 года он получил от королевы Виктории титул баронета.
Гиннесс был избран в Палату общин в 1865 году в качестве депутата консервативной партии от города Дублин и заседал там вплоть до своей кончины. Лидером его партии был лорд Дерби. Ранее он поддерживал либерала лорда Пальмерстона, но в 1860-х годах либералы предложили повысить налоги на производство пива, и после этого Гиннесс примкнул к консерватором. 
С 1860 по 1865 год Гиннесс предпринял за свой счет реставрацию дублинского собора Святого Патрика, что обошлось ему более чем в 150 000 фунтов стерлингов. Когда собор был отреставрирован, Гиннесс выделил деньги для реконструкции примыкающей к нему библиотеки архиепископа Марша, но не успел довести дело до конца, так как в 1868 году скончался в Лондоне. После этого восстановление библиотеки взял на себя его сын, Артур Гиннесс.
Бенджамин Гиннесс был похоронен на кладбище Маунт-Джером в Дублине в родовой усыпальнице. Перед собором Святого Патрика ему в 1875 году был поставлен памятник работы известного скульптора Джона Фоули (памятник сохранился).

## Семья
С 1837 года Бенджамин Гиннесс был женат на своей кузине Элизабет Гиннесс (1813—1865), третьей дочери Эдварда Гиннесса (1772—1833) и Маргарет Блер. У супругов было четверо детей: 
- Энн Ли Гиннесс[англ.] (1839—1889) — благотворительница.
- Артур Гиннесс, 1-й барон Ардилаун (1840—1915)
- Капитан Бенджамин Ли Гиннесс (1842—1900)
- Эдвард Гиннесс, 1-й граф Айви (1847—1927).